# Antoine Jordan
Antoine Jordan, né le 10 mars 1983, à Baltimore, au Maryland, est un ancien joueur américain de basket-ball. Il évolue au poste d'arrière.

## Palmarès
- EuroChallenge 2010